# Дроздов, Николай Михайлович
Николай Михайлович Дроздов (1849, село Кузьминское, Рязанская губерния — 10 января 1919, Киев?) — православный богослов, библеист и духовный писатель, воспитанник Киевской духовной академии, в которой с 1883 года состоял профессором кафедры латинского языка и его словесности. Главные его труды: «Исторический характер Книги Иудифь» (Киев, 1876, магистерская диссертация); «О происхождении Книги Товита» (Киев, 1901, докторская диссертация); «Прототип академий» (Киев, 1903). Перевёл для издания Киевской духовной академии с латинского сочинения блаженного Августина, блаженного Иеронима, «7 книг против язычников» Арнобия и др.

## Биография и вклад в науку
Николай Михайлович Дроздов родился в 1849 году в селе Кузьминское Кузьминской волости Рязанского уезда Рязанской губернии (ныне — Рыбновского района Рязанской области) и был единственным сыном в семье священника Михаила Андреевича Дроздова (Михаил Дроздов с 1846 года в течение более 50 лет служил в Ильинской церкви села, дочь М.Дроздова Мария была восприемницей при крещении сестры Ивана Игнатьевича Лукашина, уроженца села Кузьминское, депутата Госдумы Российской империи).
Николай Михайлович обучался в Рязанской духовной семинарии (1872), затем, в 1876 году окончил Киевскую духовную академию, получив степень кандидата богословия, и был утверждён в звании магистра и определён доцентом Киевской Духовной академии по кафедре латинского языка. С 1883 года являлся экстраординарным профессором, с 1901 (по другим данным, с 1910 года) — заслуженным экстраординарным профессором Академии. После защиты в 1902 году докторской диссертации «О происхождении книги Товита» (Киев, 1901) утверждён в степени доктора богословия.
В своей магистерской диссертации «Исторический характер книги Иудифь» ((Труды КДА, 1876, № 4, 5) Николай Михайлович приходит к выводам, что историческим основанием написания книги были события времени царствования Антиоха III Великого (223—187 до н. э.), однако «автором были допущены… аллегорические приёмы, изменение собственных имён и тому подобные отступления от действительности» (с.147-148). Позицию Дроздова в этом сочинении можно охарактеризовать как умеренно критическую. Автор стремился избежать двух крайностей, которые обычно проявлялись в суждениях о Книге Иудифи: либо считали её целиком достоверной, либо полностью отрицали в ней историческое ядро. По определению Дроздова, Книга Иудифи — «не чисто историческое и не чисто поэтическое произведение». В ней «главные черты заимствованы из действительной жизни, но при изложении исторического материала допущены с особой целью аллегорические приемы, изменения собственных имен и тому подобные отступления от действительности». Археологические открытия более позднего времени подтвердили эту точку зрения.
Основным трудом Дроздова стала его докторская диссертация «О происхождении Книги Товита» (Киев, 1901), которая сначала печаталась отдельными главами в Трудах КДА (1884, № 6; 1900, № 9; 1901, № 1, 2). Автор поднял огромный сравнительный материал (памятники, характеризующие учение зороастризма, сказание об Ахикаре и др.), провёл текстуальный анализ Книги Товита по древним рукописям, систематизировал свидетельства об этой книге древних толкователей и исследователей нового времени. Докторская диссертация Н. М. Дроздова представляет собой единственное в русской библеистике фундаментальное исследование Книги Товита. Работа состоит из 2 частей: в первой Дроздов рассмотрел все сохранившиеся источники, во второй доказал исторический характер книги. В результате текстологического анализа Дроздов пришёл к выводу, что книга была написана первоначально на арамейском языке, при этом наиболее близким к предполагаемому оригиналу он считал греческий текст Синайского кодекса (IV в. до н. э.) (с.247). Опираясь на свидетельства отцов и писателей древней Церкви (с.264-270), Дроздов отстаивает каноническое достоинство книги и признаёт за ней «характер достоверного исторического повествования о действительных лицах и событиях», считая, что «первые 13 глав были написаны самим Товитом в Ассирии» и впоследствии сохранились в редакции неизвестного писателя, который «выполнил свой труд в Ассирии или Мидии вскоре после смерти Товии, но до разрушения Соломонова храма, то есть между 598—586 гг. до Р. Х.» (с.637-638). Выводы Дроздова критиковал профессор Московской духовной академии Василий Никанорович Мышцын, по мнению которого, Дроздов не учёл все выводы историко-критического исследования Книги Товита. Выводы Дроздова по Книге Тавита можно к трём пунктам: 1) оригинал Книги Товита был написан на арамейском языке; ближе всего к нему стоит греческий перевод; 2) книга отражает действительные события; 3) первые 13 глав книги написаны самим Товитом, глава 14 — другим лицом. Хотя датировка книги, предложенная Дроздовым, сейчас никем из библеистов не разделяется, труд его сохраняет большое значение.
Дроздов определил метод своего исследования как «сочетание научного критицизма с православной точкой зрения» (В защиту свободного научного исследования в области библиологии. с.488). Он не признавал крайних методов западной библейской критики и считал, что необходимо сформировать собственную школу православной библеистики для изучения текста Священного Писания (там же, с.305), а также древних и новых языков, в противном случае — «православные богословы лишают себя возможности сознательного и критического отношения к тенденциозным суждениям западных ученых и обрекают себя на рабское подчинение им» (там же, с.308). Дроздов участвовал в переводах трудов святых отцов, издаваемых при Киевской духовной академии, прежде всего, творений блаженных Августина и Иеронима; перевёл и снабдил текстологическими комментариями трактат пологета Арнобия Старшего «Против язычников».
Дроздов — автор множества статей по богословию в Трудах Киевской духовной академии (ТКДА).

## Сочинения
1. Речь перед защитой дис. «Исторический характер книги Иудифь» // ТКДА. 1876. № 7. С. 244—247; # О языке зап. отцов и учителей Церкви // Там же. 1885. № 2. С. 256—276;
2. Взгляды древних римлян на загробную жизнь по эпиграфическим данным // Там же. 1881. № 3. С. 287—328;
3. Очерк религии и философии римлян // Там же. № 9. С. 35-52; № 10. С. 181—216;
4. К истории евангелическо-лютеран. церкви и общины в Киеве // Там же. 1883. № 4. С. 636—651;
5. Запросы совр. жизни в отношении к богосл. науке: Речь на акте КДА 26 сент. 1885 г. // Там же. 1885. № 10. С. 210—230;
6. Мировоззрение Э. Ренана по следующему его произведению: «„Le prêtre de Nemi, drame philosophique“. Paris, 1886» // Там же. 1886. № 2. С. 228—242;
7. К вопр. о религиозно-нравственном значении классической системы образования // Там же. 1895. № 2. С. 223—275; № 3. С. 359—388; № 4. С. 569—611;
8. К вопр. о соглашении библ. свидетельств с данными ассириологии // Там же. 1896. № 8. С. 490—534;
9. О происхождении книги Товита // Там же. 1900. № 9. С. 3-23; 1901. № 1. С. 11-158; № 2. С. 300—318;
10. Сказание об Ахикаре или Акире премудром и отношение их к Библии // Там же. 1901. № 5. С. 65-91;
11. Парсизм в книге Товита // Там же. 1901. № 6. С. 244—285;
12. Тип благодарного умершего в народных сказаниях и в кн. Товита // Там же. 1901. № 7. С. 417—424;
13. В защиту свободного науч. исслед. в области библиологии // Там же. 1902. № 10. С. 300—331; № 11. С. 461—491;
14. Предположения о преобразовании духовных Академий в ист. освещении // Там же. 1906. № 3. С. 500—516;
15. Ответ на «Возражение» проф. В. Ф. Певницкого // Там же. 1906. № 4. С. 703—705;
16. Ответ на «Разъяснение» В. Ф. Певницкого // Там же. 1906. № 8/9. С. 793—798;
17. Древнехрист. писатель Арнобий и его апология христианства (Adversus nationes) // Там же. 1916. № 1. С. 78-91; № 2/3. С. 237—263; № 4. С. 419—450; № 5/6. С. 28-61; № 9/10. С. 38-76; № 11/12. С. 258—274 (отд. отт.: К., 1917).
18. К вопросу о религиозно-нравственном значении классической системы образования. - Киев : тип. Г.Т. Корчак-Новицкого, 1895, 124 с.

## Переводы
- Арнобия Семь книг против язычников (Adversus nationes) // Там же.

1912
1. Т. 1. С. 1-32;
2. Т. 3. С. 33-48;

1913
1. № 1. С. 49-64;
2. № 3. С. 65-80;
3. № 4. С. 81-96;
4. № 5. С. 97-112;
5. № 6. С. 113—128;
6. № 7. С. 129—144;
7. № 9. С. 145—160;

1914
1. Т. 1. С. 161—176;
2. Т. 2. С. 177—224;
3. Т. 3. С. 225—256;

1915
1. Т. 1. С. 257—272;
2. Т. 2. С. 273—320;
3. Т. 3. С. 321—345.